# Jack Reacher: Nigdy nie wracaj
Jack Reacher: Nigdy nie wracaj (ang. Jack Reacher: Never Go Back) – amerykański film sensacyjny z 2016 roku oparty na scenariuszu i reżyserii Edwarda Zwicka. Wyprodukowany przez Paramount Pictures na podstawie powieści Lee Childa Nigdy nie wracaj.
Premiera filmu miała miejsce 12 października 2016 roku w Szanghaju, cztery dni później - 16 października w Nowym Orleanie, natomiast w Polsce odbyła się 21 października 2016 roku.

## Fabuła
Lata po opuszczeniu elitarnej jednostki Jack Reacher (Tom Cruise) powraca do miejsc, w których „wszystko się zaczęło”. Wraca nie przez przypadek - jego następczyni i przyjaciółka, major Susan Turner (Cobie Smulders) zostaje aresztowana za rzekome szpiegostwo. Reacher nie spocznie, dopóki nie udowodni niewinności Turner i nie ujawni prawdziwych sprawców, stojących za śmiercią żołnierzy, których kiedyś był szefem.

## Obsada
- Tom Cruise jako Jack Reacher
- Cobie Smulders jako Susan Turner
- Aldis Hodge jako Espin
- Danika Yarosh jako Samantha
- Patrick Heusinger jako Łowca